# Публий Элий Пет (консул 337 года до н. э.)
Пу́блий Э́лий Пет (лат. Publius Aelius Paetus; умер после 299 года до н. э.) — римский политический деятель из плебейского рода Элиев, консул 337 года до н. э.
Публий Элий стал первым человеком из своего рода, достигшим высших должностей. Его коллегой по консульству был Гай Сульпиций Лонг. Оба магистрата отправились на помощь аврункам, воевавшим с сидицинами, но из-за их нерасторопности помощь не пришла вовремя: аврункам пришлось бежать из собственного города. Сенаторы в негодовании назначили диктатора.
В 300 году до н. э. Публий Элий стал одним из пяти первых плебеев, избранных в жреческую коллегию авгуров.